# Rutki-Kossaki
Pour les articles homonymes, voir Rutki.
Rutki-Kossaki est un village polonais de la voïvodie de Podlachie et du powiat de Zambrów. Il est le siège de la gmina de Rutki et comptait 1 300 habitants en 2006.